# Pałac Kretzschmarów w Chełmie
Pałac Kretzschmarów w Chełmie – secesyjno-eklektyczna murowana kamienica powstała w latach 1895–1896, według projektu A. Sokołowa, zlokalizowana przy ul. Pocztowej 50. Jej nazwa pochodzi od nazwiska jej pierwszego właściciela (Wilhelma Kretzschmara). Obecnie znajduje się w niej Pałac Ślubów.
Budowa kamienicy była dwuetapowa. W pierwszej fazie inż. Wilhelm Kretzschmar (przedsiębiorca, właściciel fabryki maszyn rolniczych) zlecił budowę parterowej willi. Następnie kamienicę wraz z fabryką nabył Franciszek Gassner (1906 r.). Dobudował piętro i wieżyczkę (1912). Wówczas został jej nadany secesyjno-eklektyczny styl, który był charakterystyczny dla początków XX wieku (według projektu K. Drozdowicz).
Po II wojnie światowej pałac znalazł się pod zarządem chełmskich władz miejskich. Przeszedł kilka remontów (ostatni w latach 90. XX wieku). Najpierw zlokalizowana była tam poczta, a później Urząd stanu cywilnego.
Kamienica jest jednym z dwóch budynków w Chełmie, które otrzymały status pałacu (drugim z nich jest siedziba Medycznego Studium Zawodowego, znajdująca się przy ul. Szpitalnej 50). 